# Auferstehung-Christi-Kirche (Bettringen)

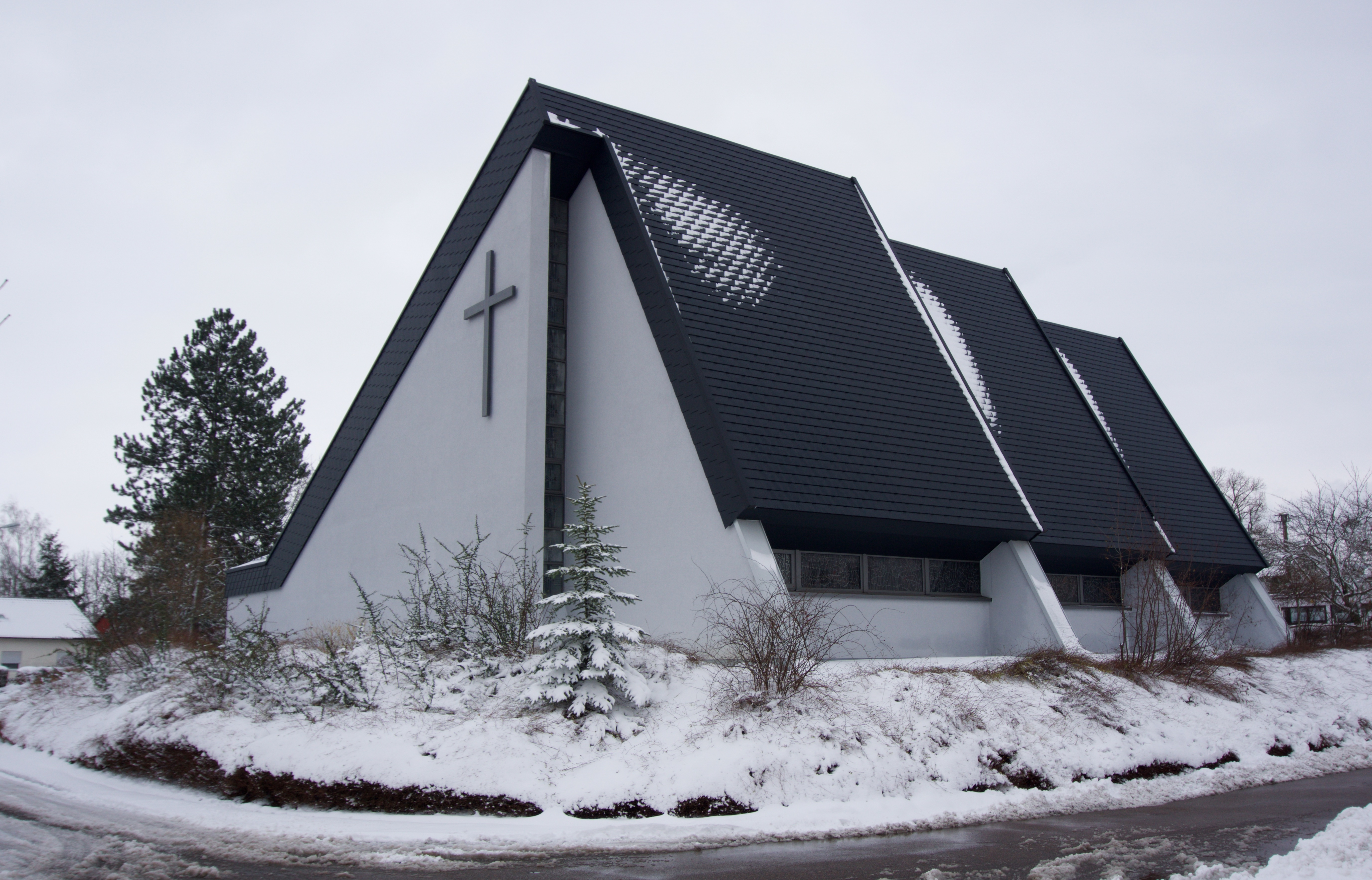
Auferstehung-Christi-Kirche

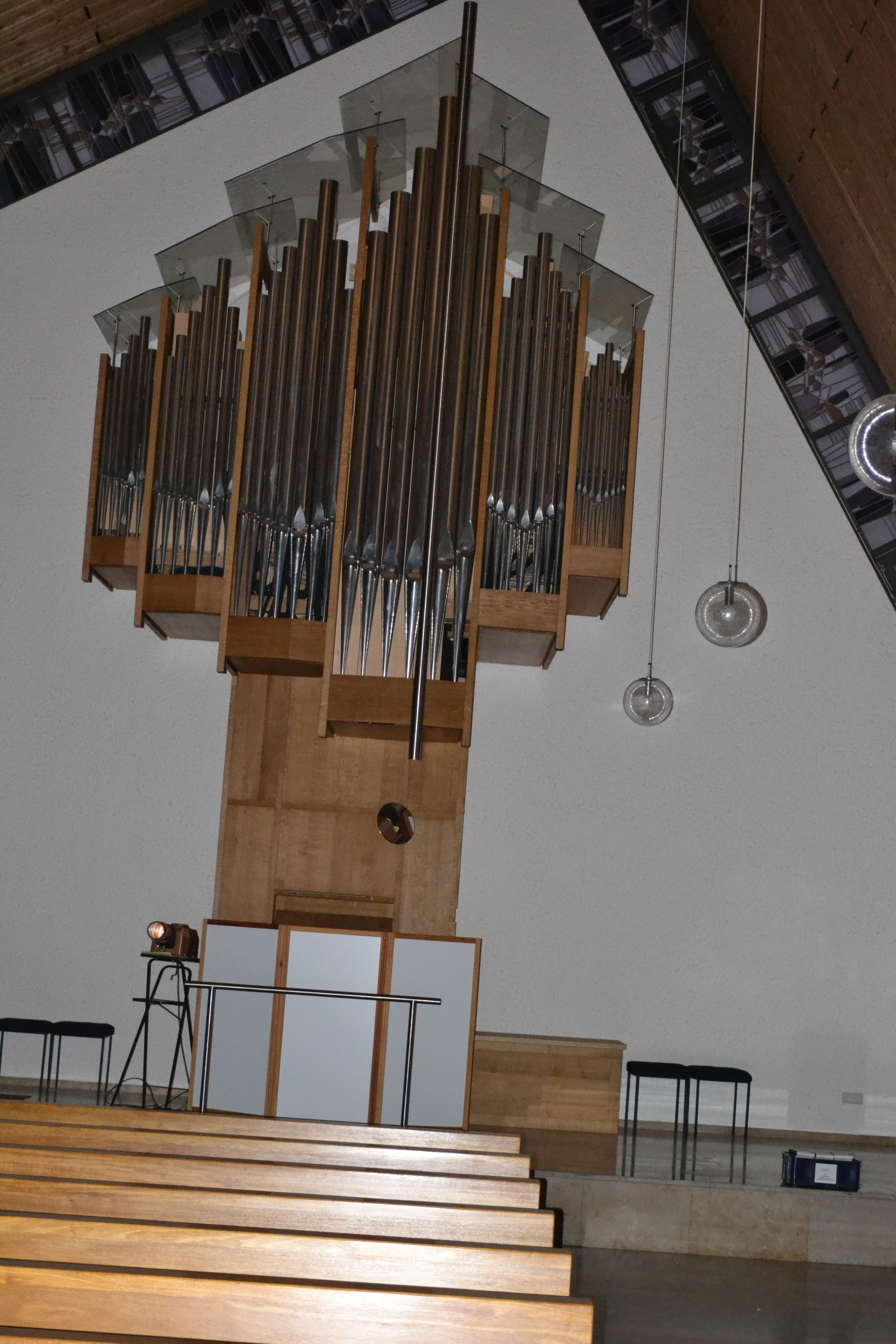
Die Orgel

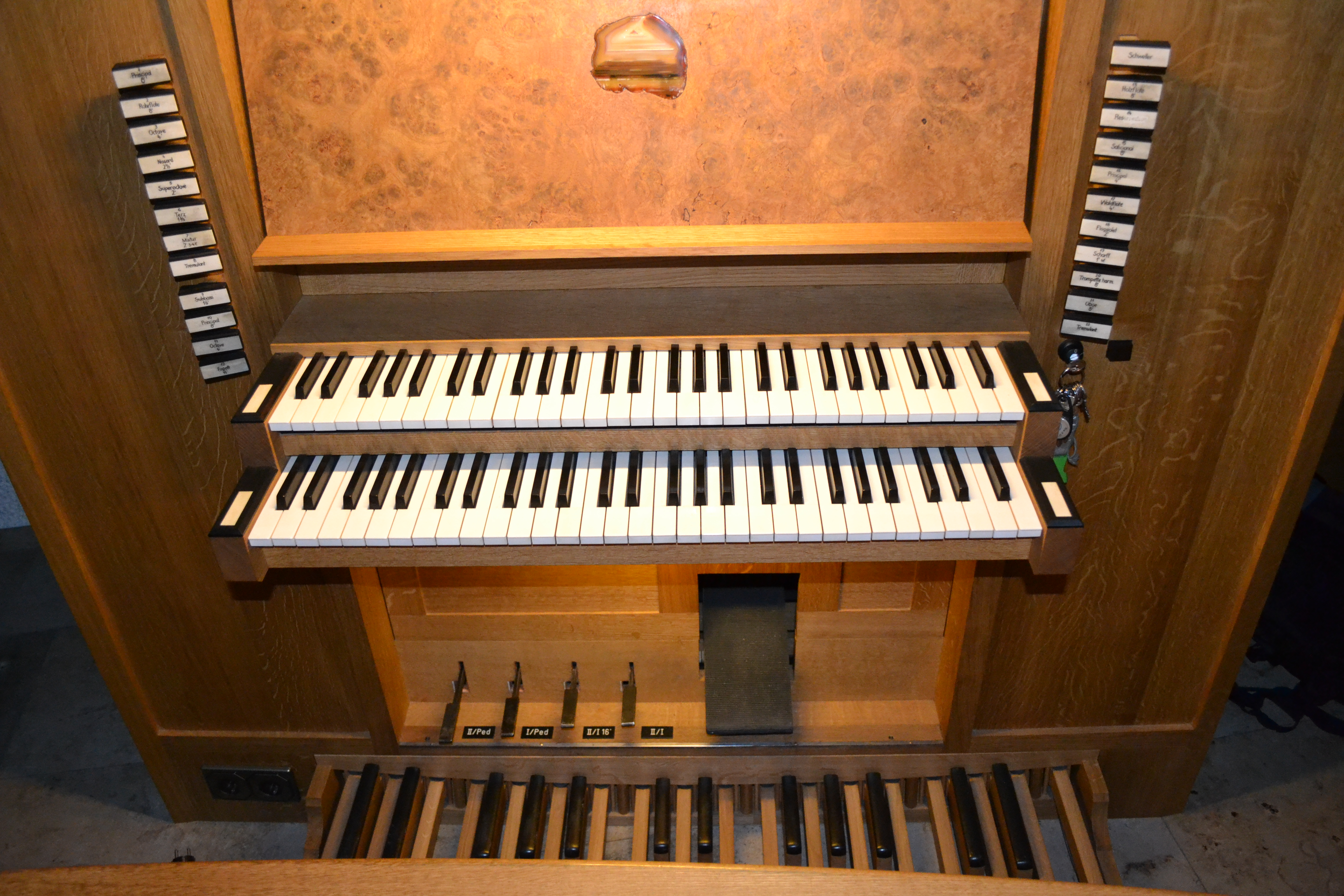
Nahansicht der Orgel

Die Auferstehung-Christi-Kirche in Schwäbisch Gmünd-Bettringen ist eine katholische Filialkirche der Kirchengemeinde St. Cyriakus. Nachdem 1959 die Befürwortung des Baues durch das Bischöfliche Ordinariat der Diözese Rottenburg-Stuttgart zugesagt worden war, konnte die Kirche 1974 im Wohngebiet Lindenfeld mit angeschlossenem Gemeindezentrum Lindenfeld Hagenäcker gebaut werden. Die Kirche ist die jüngste und zweitgrößte Kirche in der Kirchengemeinde St. Cyriakus. Als einzige Kirche in Bettringen besitzt die Auferstehung-Christi-Kirche keinen Glockenturm. Das mit Kegelbahn ausgeführte Gemeindezentrum hatte vor der Schließung wegen Renovierung, neben anderen Gruppen, vor allem auch den Jugendgruppen der Gemeinde, als Treffpunkt gedient.
Ab 2011 wurde eine umfassende Renovierung von Kirche und Gemeindezentrum durchgeführt. Seit 2016 dient die Kirche der Gmünder Jugendkirche als Kirchenraum.

## Ausstattung
Der Fensterzyklus der Auferstehung-Christi-Kirche stellt mehrere Bibelstellen aus dem Alten und Neuen Testament dar und wurde von Josef Baumhauer 1975 erarbeitet. Motive sind neben der Kreuzigung und Auferstehung, unter anderem das Weltgericht, Pfingsten, die Schöpfungstexte. Im Zuge der Renovierung 2011 wurde der Fensterzyklus mit einer Beleuchtungsanlage ausgestattet, die feierlich im Gottesdienst zur Taufe Christi eingeweiht wurde.
Die einzige Heiligenfigur in der Auferstehung-Christi-Kirche ist die Mutter Gottes in der Version der Bozener Madonna. Diese wurde 1975 von Josef Ohmayer in Oberstdorf aus Holz gefertigt. Sie befindet sich im vorderen Teil der Kirche zwischen dem Altarraum und den Seitenfenstern.

## Orgel
Die Kirche besaß lange eine elektrische Orgel, deren Klang den Ansprüchen der Gemeinde nicht mehr genügte, weshalb 2003 Projekt „Pfeifenorgel“ gestartet wurde, das im Jahr 2007 mit dem Einbau einer zweimanualige Orgel mit Pedal und 1083 Pfeifen abgeschlossen wurde.
Disposition der Orgel:
| I Hauptwerk C–g3 |        |
| Principal        | 8′     |
| Rohrflöte        | 8′     |
| Octave           | 4′     |
| Nasard           | 2 ⁄3′  |
| Superoctave      | 2′     |
| Terz             | 1 3⁄5′ |
| Mixtur V–VI      | 2′     |
| Tremulant        |        |

| II Schwellwerk C–g3 |    |
| Holzflöte           | 8′ |
| Resurrection        | 8' |
| Salicional          | 8′ |
| Principal           | 4′ |
| Waldflöte           | 4′ |
| Flageolet           | 2′ |
| Scharff IV          | 1' |
| Trompete            | 8′ |
| Oboe                | 8′ |
| Tremulant           |    |

| Pedal C–f1 |     |
| Subbass    | 16′ |
| Principal  | 8′  |
| Octave     | 4′  |
| Fagott     | 16′ |